# Тайо (авіаносець)
Тайо (яп. 大鷹) — японський ескортний авіаносець часів Другої світової війни, головний у своєму типі.

## Історія створення
Початково корабель будувався як атлантичний лайнер «Касуга Мару» (яп. 春日丸) і був спущений на воду у вересні 1940 року. В лютому 1941 року реквізований, використовувався як військово-транспортний корабель.
У 1942 році корабель перебудований на ескортний авіаносець.

## Бойове використання
«Тайо» був навчальним авіаносцем, який періодично використовувався для перевезення літаків на острови Тихого океану. 28 вересня 1942 року був пошкоджений торпедою з підводного човна «Траут», яка влучила в корму. Після ремонту з листопада 1942 року по червень 1943 року доставляв літаки на Трук, Філіппіни та в Сінгапур.
Протягом служби корабель неодноразово був жертвою атак американських підводних човнів. Повертаючись із Труку 6 вересня, «Тайо» був невдало атакований «Пайк». Майже через три тижні корабель було торпедовано «Кабрілла». 24 вересня 1943 року в корму корабля знову влучила торпеда з американського підводного човна «Танні». Удар розбив гвинт правого борту, тому пошкоджений корабель відбуксирували в Йокогаму. Ремонт та модернізація зайняли 4 місяці.
Тільки в період з квітня по серпень 1944 року «Тайо» використовувався як ескортний авіаносець, що забезпечував протичовнову оборону конвоїв між Сінгапуром, Філіппінами та Японією.
18 серпня 1944 року на північний захід від острова Лусон був потоплений підводним човном «Рашер».